# الرياح الأربع (بلاد ما بين النهرين)
الرياح الأربع هي مجموعة من الشخصيات الأسطورية في الأساطير الرافدينية، أسماؤها ووظائفها مرتبطة بالاتجاهات الأربعة الرئيسة للرياح. مثّلت هذه الرياح مفاهيم كاردينالية (استُخدمت في رسم الخرائط وفهم التضاريس الطبيعية وعلاقتها ببعضها)، كما جُسّدت شخصيات لها سمات محددة، يمكن أن تظهر كقوى معادية أو مساعدات نافعة في الأساطير.

## الوظائف والأيقونية
نشأ مفهوم الرياح الأربع في سومر قبل سنة 3000 ق.م. وبينما افترضت النظريات القديمة أنّ الرافدينيين امتلكوا تصورًا للكاردينالية شبيهًا بالحديث (شمال، شرق، جنوب، غرب)، يُرجّح أنّ اتجاهاتهم صيغت أساسًا وفق هذه الرياح الرئيسة الأربع. فكلمة الكاردينالية في الأكدية تعادل كلمة ريح. وقد سمّاها الباحث ج. نيومان: الريح المنتظمة (شمال غربي)، وريح الجبل (شمال شرقي)، وريح الغيم (جنوب شرقي)، وريح العموريين (جنوب غربي).
اُستخدمت هذه الاتجاهات الريحية لتحديد مواقع الأجرام السماوية، وتوجيه الخرائط، ورسم تخطيط المدن والمنازل بحيث تبقى مفتوحة أمام الرياح الملطِّفة للحرارة. وبالإضافة إلى وظيفتها العملية، كانت لهذه الرياح مكانة في الأساطير والثقافة العامة في بلاد الرافدين.
جُسّدت الرياح الأربع في الأختام الأسطوانية على هيئة أربعة كائنات مجنّحة؛ ثلاثة منها ذكور (الرياح الشمالية الشرقية، الشمالية الغربية، والجنوبية الغربية)، وواحدة أنثى (الريح الجنوبية أو الجنوبية الشرقية).
ناقش فرانز ويغيرمان ارتباط الرياح (التي رمز لها بـ N, E, S, W) بمجموعات نجمية: الدب الأكبر بالريح الشمالية، والحوت بالريح الجنوبية، والعقرب بالريح الغربية، والثريا بالريح الشرقية. وأحيانًا استُدعيت هذه الرياح في التعاويذ كحرّاس، وفي نص معيّن خُصّت الريح الجنوبية والشرقية بوصفهما رياحًا حارسة.

## الشخصية
لا تُعرف أنساب واضحة لهذه الرياح، سوى أنّها عُدّت إخوة. وقد ارتبطت بـ أنو في بعض النصوص، إمّا باعتبارها مخلوقاته أو رسله.
ورد في مثل سومري وصفها: "الريح الشمالية ريح الرضا، والريح الجنوبية تطرح الرجال أرضًا، والريح الشرقية ريح المطر، أما الريح الغربية فأقوى من الرجل الذي يسكن هناك."

### الريح الشمالية الغربية أو المنتظمة
اسم هذه الريح، الذي أُطلق عليه أحيانًا الريح الشمالية في الدراسات المبكرة، يعني العادية، أو المنتظمة، أو المؤاتية. وهي على الأرجح ما يُعرف اليوم بـ الشمال، أميز رياح الخليج العربي وأكثرها انتظامًا. غالبًا ما صُوّرت كقوة خيرية، ريح لطيفة يمكن الاعتماد عليها. ارتبطت جزئيًا بالإلهة نينليل، وكذلك بـ أدد ونينورتا.

### الريح الشمالية الشرقية، الشرقية، أو ريح الجبل
تُترجم عادة الريح الشرقية، لكن أصل الكلمة يشير إلى ريح الجبل أو جهة الجبال. يُرجَّح أن يُطلق عليها الريح الشمالية الشرقية، كونها تهب من جبال زاغروس باتجاه هذه الجهة. ورد في نص شعائري أنّها صديقة للملك نارام سين، كما يُعتقد بارتباطها بـ إنليل.

### الريح الجنوبية الشرقية، أو ريح الغيم
تُترجم غالبًا الريح الجنوبية، لكن اسمها يعني على الأرجح ريح الغيم. يقابلها اليوم الكوس، الذي يهب من الجنوب والشرق ويرتبط بالمطر والعواصف الرعدية في موسم الأمطار. اعتُبرت هذه الريح مؤنثة، إذ استُخدمت ضمائر أنثوية للإشارة إليها في النصوص، وربطت بالهيئة الأنثوية المجنّحة على الأختام. ارتبطت أيضًا بالإله إنكي، ورُجّح أنها اكتسبت مكانة ألوهية لاحقًا، فظهرت بتاج مقرن بدل الأجنحة. أحيانًا صُوّرت إيجابيًا، وأحيانًا كريح شيطانية يجب طردها.

### الريح الجنوبية الغربية، أو العمورية
تُترجم عادة الريح الغربية، وربما تدل على ريح عاصفة، أو ريح قادمة من جهة غروب الشمس. واسم ريح العموريين مستمد من المصطلح الآشوري-البابلي أمورو الذي يشير إلى العموريون سكان الغرب والشمال الغربي من بلاد بابل. يُعتقد أنّ هذه الريح ارتبطت بـ أنو. النصوص لم تُظهر توصيفًا واضحًا لها، ما دفع بعض الباحثين للافتراض أنّ صورتها تحوّلت لاحقًا إلى بازوزو، الشيطان المعروف في الأساطير الرافدينية.

## الظهور في الأساطير
في قصة الخلق البابلية، يستخدم مردوخ الرياح الأربع لمساعدته في أسر تيامات الوحشية. ويُقال إن أنو قد منحها له. كما يصف النص استدعاءه وإطلاقه سبع رياح شريرة، مشابهة لتلك التي استخدمها نينورتا في أسطورة آنزو.
تظهر الريح الجنوبية في أسطورة أدبا كقوة معادية؛ إذ تمنع الحكيم من الصيد في البحر وتغرق قاربه. فيردّ أدابا بكسر جناحها، مما يدفع أنو إلى استدعائه للمثول أمامه بعد أن أدرك أن الريح توقفت عن الهبوب. وترى ستيفاني دالي أن الريح الجنوبية أنثى في هذه الأسطورة، بينما الثلاث الأخريات هنّ إخوتها.
وفي بعض نسخ ملحمة جلجامش، تقوم الرياح بدور المرشد للبطل وصديقه إنكيدو، فتساعدهما على اجتياز غابة الأرز بأمر من شمش.

## العلاقة مع شخصيات أسطورية أخرى

### بازوزو
الشيطان بازوزو، الذي ظهر أول مرة في العصر الحديدي المبكر، يُعتقد أنه استمد أيقونيته وجزءًا كبيرًا من شخصيته من الرياح الأربع. كما أُوكل إليه دور ملك على فئة أرواح الرياح أو ليلو.
ويرى فرانز ويغيرمان أن بازوزو ربما اشتُقّ مباشرة من الريح الغربية الذكورية نظرًا للتشابه الأيقوني (وضعية القرفصاء المشتركة). وهناك نظريات أخرى تعتبر أن امتلاكه أربعة أجنحة يرمز إلى سيطرته على مجمل شياطين الرياح. وفي أسطورة ما، يروي بازوزو صعوده إلى جبل، حيث واجه رياحًا أخرى وكسر أجنحتها.

### النظائر المصرية
وردت في النصوص المصرية القديمة أيضًا تجسيدات لأربع رياح تمثل الاتجاهات الكاردينالية. وتظهر بينها وبين مثيلاتها الرافدينية روابط أيقونية (مثل وجود الأجنحة)، لكن أوصافها في نصوص التوابيت وطقوس أخرى تجعل أجسادها أقرب إلى الكائنات الكيميرية (المركبة من أجزاء حيوانية متعددة).
وفي كتاب الموتى، قيل إن هذه الرياح تأتي من فتحات مختلفة في السماء، بينما في أسطورة أخرى نشأت عندما خفق الصقر الإلهي بجناحيه.